# Stefan Cedrowski (tłumacz)
Stefan Cedrowski herbu Odrowąż (ur. 1689, zm. 1747/48) – starosta bobrujski i poniewieski, kalwinista, tłumacz pierwszej części powieści Wędrówka pielgrzyma Johna Bunyana. Był to szósty przekład tej książki na język obcy. Stanowi on jednocześnie pierwszy tekst języka angielskiego dostępny czytelnikom w polskim przekładzie.

## Życiorys
Jego rodzicami byli skarbnik miński Jan Cedrowski i Zofia z Oborskich, którzy wzięli ślub w Rubieżewiczach 9 października 1678. Miał siostrę Krystynę (ur. 1691). Był krewnym pamiętnikarza Jana Cedrowskiego. Żoną Stefana Cedrowskiego była Krystyna z Ottenhauzów (zm. 3 grudnia 1755), podkomorzanka dorpacka, z którą miał ośmioro dzieci: Annę Zofię (ur. 1724), Teodorę (od 1754 zamężną z Jerzym Wołkiem), Katarzynę Reginę (ur. 1725), Dorotę (od 1755 zamężną z Wawrzyńcem Puttkamerem), Mikołaja Samuela (ur. 1730), Zofię (zamężną od 1748 ze Stanisławem Przyborowskim), Samuela Marcjana (ur. 1735) i Jadwigę (zm. 22 listopada 1791; od 1763 zamężną z Janem Rayskim).
Był starostą bobrujskim (notowany na tym stanowisku w roku 1724) i poniewieskim (notowany na tym stanowisku w roku 1727). W 1726 r. został członkiem delegacji na sejm grodzieński, podczas którego wręczył królowi Augustowi II Mocnemu suplikę w sprawie położenia innowierców w Polsce z polecenia synodu gdańskiego.
W 1728 w Mannheimie przełożył pierwszą część Wędrówki pielgrzyma (ang. The Pilgrim’s Progress) Johna Bunyana na język polski. Oparł się na francuskim tłumaczeniu z roku 1722. Autorstwo Cedrowskiego zostało przez Wiktora Weintrauba wydedukowane na podstawie akrostychu pisanej wierszem wstępnej Przestrogi przyjacielskiej do czytelnika – pierwsze litery wersów układają się w słowa STEPHAN CEDROWSKI:

Sens tey przedmowy gdy chcesz pilno umieć,

Trzeba uważać i cel wyrozumieć,

Ewangelia od samego Pana

Przez podobieństwa iest światu podana.

Historycznie też i o snach gadali

Apostołowie, gdy Pisma pisali.

Nie tłumacz tylko bezbożnym umysłem

Czytay zuwagą, z Duchownym rozmysłem.

Ey! strzeż się niech ci te wyobrażeńia

Dodadzą kamień, lecz nie obrażenia.

Raczey węgielny, byś na nim zbudował.

On pokoy dokąd ten Pielgrzym wędrował.

Wszak i kaźdemu umrzeć w krotce trzeba,

Swiat minie; więcże, pospieszay do Nieba.

Ku przestrodze miey, Sen, Figury rożne

Iakby na Iawie rozmowy nie prożne.

Rękopis tego przekładu – który był czystopisem przygotowanym do druku – znajdował się przed II wojną światową w Bibliotece Ordynacji Zamoyskiej (pod nr. 103), a jednym z jego wcześniejszych właścicieli był Władysław Trębicki. Książka ukazała się drukiem w 1764 po śmierci Cedrowskiego pod redakcją Dawida Behra (przekład został wygładzony, a przedmowa skrócona). Druga część powieści w tłumaczeniu innego autora została wydana w 1775.

## Publikacje
- Droga Pielgrzymuiącego Chrześćianina do Wiecznośći Błogosławioney przez Jana Bunian Sługę Bożego w Angliey okazana, z rancuzkiego Ku Zabawie pobożney Polskiemu Swiatu przez Kawalera w Manheymie na Polski Ięzyk Roku 1728 przetłumaczona, ale teraz dopioro przez X. Davida Behra, Kaznod. Nadw. I. K. Mci K. P. do Druku podana w Krolewcu. Drukował Driest, Roku MDCCLXIV[16].
- John Bunyan: Droga Chrześćianina Pielgrzymuiącego ku zbawiennej Wiećznośći. Stefan Cedrowski (tłum.). Królewiec: Drukiem i Nakładem Drukarni Hartunga, 1891, s. 245.